# Niazaroko
Niazaroko  est une localité du sud de la Côte d'Ivoire et appartenant au département de Lakota, Région du Lôh-Djiboua. La localité de Niazaroko est un chef-lieu de commune.